# Lachesilla tectorum
Lachesilla tectorum är en insektsart som beskrevs av André Badonnel 1931. Lachesilla tectorum ingår i släktet Lachesilla och familjen kviststövsländor. Inga underarter finns listade i Catalogue of Life.